# Fastighetsplan
En fastighetsplan föreskriver hur en fastighet ska se ut rent fysiskt. 
Fastighetsplan är inte obligatorisk utan upprättades (fram till 2011) vid behov i områden med detaljplan. Den innehåller bestämmelser om markens indelning i fastigheter (tomter).
Fastighetsplanen visar till exempel var exakt tomtgränsen går, var brytpunkterna ligger och hur lång sidan på tomtgränsen är. 
Fastighetsplanen brukar också innehålla bestämmelser om:
- antalet fastigheter inom planområdet
- fastighetens area
- servitut
- ledningsrätt
- gemensamhetsanläggningar.[1]

Sedan 2 maj 2011, då den nuvarande plan- och bygglagen infördes, kan inte nya fastighetsplaner upprättas. Dess funktion är ersatt av bestämmelser i detaljplanen. Befintliga fastighetsplaner gäller fortfarande och räknas som detaljplanebestämmelser.